# Herfstkampioen
Herfstkampioen (Duits: Herbstmeister) is een uit Duitsland afkomstig sportterm. De aanduiding wordt in competitieverband aangehaald wanneer een seizoen zich van de zomer van het ene jaar uitstrekt tot de zomer van het volgende jaar. De herfstkampioen is de persoon of ploeg die halverwege het seizoen aan de leiding gaat.
De term kent zijn oorsprong in het feit dat bij sporten, die op de winterse voorwaarden moeilijk uit te oefenen zijn, er doorgaans een winteronderbreking bestaat, waardoor gewoonlijk al in de herfst de eerste helft van de competitie is voltooid. In deze fase van de competitie ontvangt de leider de officieuze titel van herfstkampioen en wordt hierdoor als belangrijkste kandidaat om het kampioenschap beschouwd. In sommige competities wordt bovendien de term 'Winterkoning' gebruikt, omdat in deze gevallen in de herfst minder of meer dan de helft van de te spelen wedstrijden hebben plaatsgevonden. Bij deze competities wordt de persoon of ploeg die na de heenronde leidt 'herfstkampioen' genoemd, de persoon of ploeg die bij aanvang van de winteronderbreking de competitie aanvoert 'winterkoning' genoemd.